# Tamborí (esport)

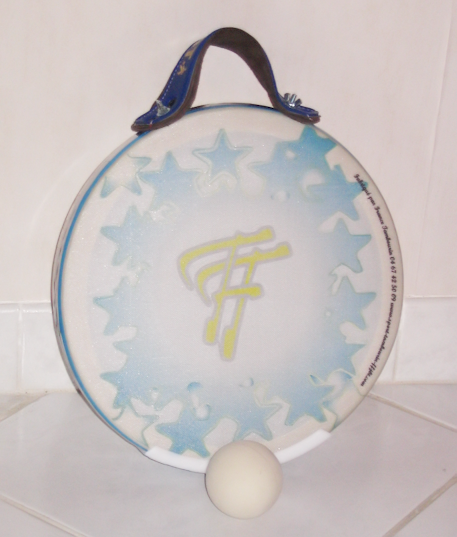
Tamborí i pilota

El tamborí és una modalitat del Pallone, el joc de pilota italià i occità. Rep el seu nom per l'estri amb què es juga: el tamborí.

## Origen

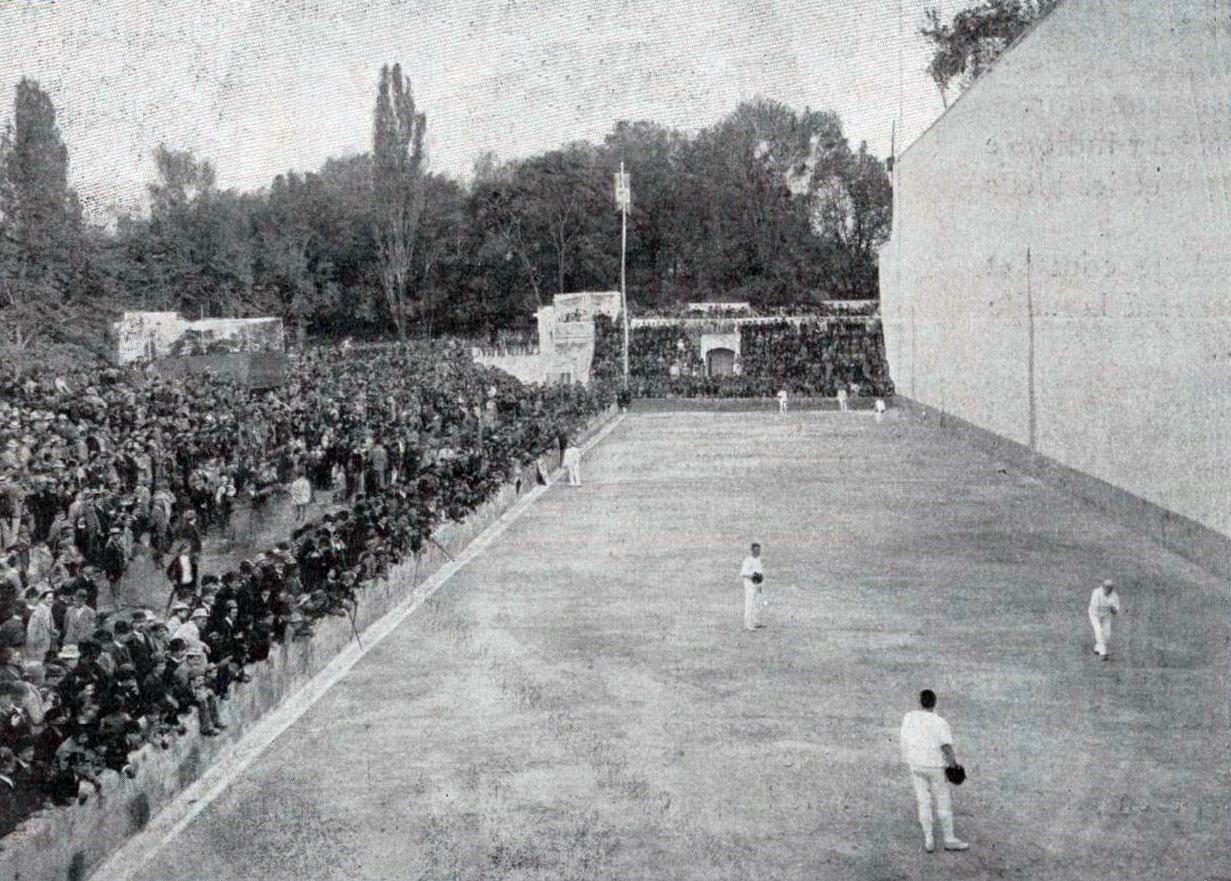
Pallone col bracciale

La primera referència escrita del tamborí la trobem al segle x, en el llibre Cronicon Salernitarun (d'autor desconegut) on es parlava d'un joc de pilota. Més endavant -cap al segle XVI- en el llibre d'Antonio Scaino da Saló ("Trattato del giuco con la Palla"; Vinegia, MCLV) s'expliquen quins eren els jocs més practicats en aquella època i hi trobem: il bracciale, la pallacorda i la palla con lo scanno.
La palla con lo scanno es considera el pas previ a la utilització del tamborí; quan se substitueix el "guant de fusta" amb què es colpejava la pilota per un cercle cobert amb pell d'animal (xai o porc).
L'evolució de l'esport ha estat marcada pel desenvolupament del material utilitzat. S'ha passat d'utilitzar pell d'animal als seus orígens a plàstic i tela sintètica en l'actualitat.
El 1890 es considera el punt de partida oficial del tamborí. El reconeixement, per part de La Federazione Ginnastica d'Italia, com a joc fa que obtingui una categoria que equivalgui a la d'esport en l'actualitat.
El 1903 somia ser a les Olímpiades després que Pierre de Coubertin parlés amb el rei Vittorio Emanuele i el Papa Pius X i estudiés la possibilitat d'incloure’l dins les 20 disciplines esportives que formarien part dels Jocs Olímpics. Finalment no es van acabar fent a Roma i 15 anys més tard es va tornar a obrir una via a Amsterdam perquè formés part de les Olimpíades com a esport d'exhibició, però finalment ho va acabar essent un esport de la seva família: el jeu de paume.
El 1910 es crea la primera entitat que actua com a precursora de la FIPT (Federació Italiana de Tamborí): Ente per l'organizzazione di tutti gli sport italiani che si occupano del Pallone. Més tard, el 1927 es crea la Federazione Italiana Palla Tamburello (FIPT) i passa a ser una de les 33 federacions esportives que en aquell temps formaven part dels estatuts del CONI.

## Modalitats

### Clàssic (Outdoor)

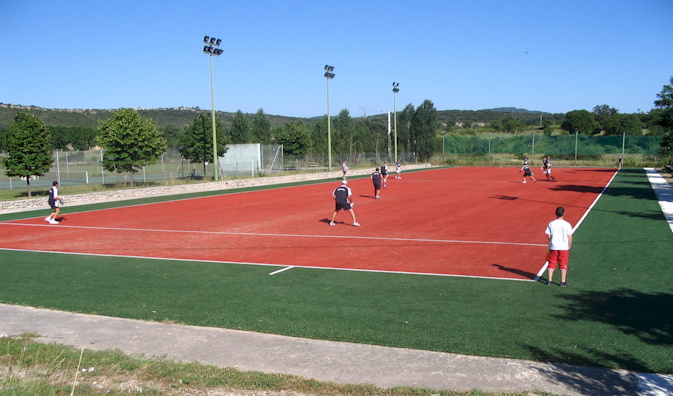
Partit de tamborí

Es juga a l'exterior en un terreny de joc de 80 metres de llargada per 20 metres d'amplada de terra o asfalt. La pilota és de goma dura, mesura uns 66 mm de diàmetre i és de color blanc.
Cada equip està format per 5 jugadors i es pot posar un mes de defensor al camp: 2 o 3 defensors, 1 central i 2 atacants.

### A cobert (Indoor)
Les dimensions del terreny de joc són de 34 metres de llargada per 16 d'amplada. Existeix una línia pel servei que se situa dos metres després de la línia central. Es juga en pavelló o en pista coberta. La pilota és de baixa pressió.
Cada equip està format per 3 jugadors de camp: 1 central i dos ales.

### Tambeach
Es pot jugar 1x1 o bé 2x2, variant en cada cas les dimensions del terreny de joc. En el primer cas de 23,5m x7,5m i en el segon 23,5m x 11,5m. La xarxa a 2,30m. separa els dos camps. La pilota, igual que a la modalitat indoor, és sense pressió.

### Tambourelli
Com a la modalitat de tambeach també es participa en forma d'1x1 o 2x2. En aquest cas el terreny de joc té les mateixes dimensions: 9,14m x 3,96m per ambdós casos i està separat en aquest cas per una xarxa de 1,73m d'alçada.

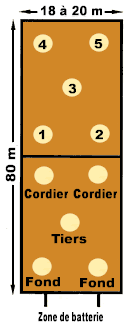
Tamborí outdoor
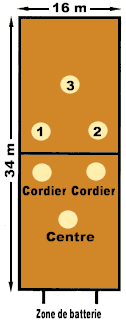
Tamborí indoor